# Felicity Lott
Dame Felicity Lott, DBE (* 8. Mai 1947 in Cheltenham) ist eine englische Opern- und Konzertsängerin (Sopran).

## Leben
Eigentlich wollte Felicity Lott Dolmetscherin werden, nahm jedoch schon im Alter von 12 Jahren Gesangsunterricht und entschied sich, mittlerweile in Grenoble, nach London zurückzugehen und Gesang zu studieren. Ihr Studium absolvierte sie an der Royal Academy of Music von 1969 bis 1973. Zwei Jahre später debütierte sie an der English National Opera als Pamina in Mozarts Zauberflöte.
Ihre Karriere brachte die Sopranistin an alle großen Opernhäuser der Welt, eine ihrer Paraderollen wurde dabei die Marschallin in Richard Strauss’ Der Rosenkavalier.
Auch im Lied- und Konzertbereich ist sie eine der führenden Sängerinnen ihrer Generation und arbeitet mit allen wichtigen Dirigenten zusammen.
Felicity Lott wurde mit zahlreichen Ehrendoktortiteln ausgezeichnet. 1990 wurde sie von der französischen Regierung zum Officier dans l’Ordre des Arts et des Lettres und 2001 zum Ritter der französischen Ehrenlegion ernannt. 1996 wurde sie von Königin Elisabeth II. zur Dame Commander of the Order of the British Empire ernannt. Seit dem Jahr 2003 ist sie zudem Bayerische Kammersängerin.
Lott ist mit dem britischen Schauspieler Gabriel Woolf verheiratet. Sie leben in der südenglischen Grafschaft Sussex.